# Puerto de Copenhague
El Puerto de Copenhague (en danés: Københavns Havn) es el puerto más grande de Dinamarca y uno de los puertos más importantes de la cuenca del Mar Báltico, con una capacidad de tráfico anual total de alrededor de 18,3 millones de toneladas de carga. En 2007, el Puerto de Copenhague manejó 18.300.000 toneladas de carga y 192.000 TEU lo que lo hace el más concurrido en carga y contenedores de todos los puertos de Dinamarca y uno de los más grandes de Escandinavia.
El puerto está dividido en varias zonas diferentes, muchas de las cuales son puertos individuales:
- Puerto del norte
- Recomendaciones de referencia
- Puerto franco de Copenhague
- Inderhavnen
- Holmen
- Sydhavnen
- Prøvestenen

El paseo marítimo ha experimentado un rápido desarrollo; grandes partes del antiguo puerto interior industrial se han transformado recientemente en zonas residenciales, recreativas y comerciales. El puerto ha experimentado un espectacular resurgimiento de su actividad desde los años 90, tras un largo período de declive tras los años 40.

## Historia
El puerto de Copenhague se remonta a la Edad Media. En sus orígenes, el puerto era propiedad de la familia real danesa. Christian IV trasladó el Astillero Naval de Gammelholm a su ubicación actual en Holmen (la Base Naval de Holmen, una de las varias estaciones navales de la Marina Real Danesa) . En 1742, el puerto se convirtió en una institución independiente y permaneció inalterado hasta 1812, cuando se creó una administración central, llamada "Puertos y Mudringsvæsenet".

### Capitanes de puerto
Esta lista está incompleta:
- 1860-1872 Janus August Garde
- 1872-1895 Vehículo blindado de combate Lüders
- 1896-1914 Cristián Federico Drechsel
- 1917-1945 Thorvald Borg
- 1945-1955 Mogens Blach
- 1982-1997 Erik Schaefer
- 1997-2005 Henning Hummelmose
- 2005-2007 Karl-Gustav Jensen

En 2007, la administración del puerto pasó a By & Havn.

### Terminales
- Terminal de contenedores : La terminal fue inaugurada en 2001 y tiene una superficie de almacenamiento de 175.000 m 2 . [2]
- Terminal RoRo: La terminal RoRo tiene cuatro amarres por m 2 [3] 3
- Terminal de automóviles : La terminal de automóviles es la más grande del norte de Europa y se utiliza para la importación de automóviles nuevos y tiene capacidad para 40.000 automóviles a la vez. [4]
- Carga general: La terminal de carga general cuenta con 10 atraques y una superficie de almacenamiento de 200.000 m2.
- Terminal de graneles líquidos: La terminal de graneles líquidos tiene un tráfico anual de cinco millones de toneladas, una superficie de almacenamiento de 834.000 m2 y una capacidad de almacenamiento de un millón de m 3. [5]
- Terminal de graneles secos: La terminal de graneles secos tiene un tráfico anual de cinco millones de toneladas, una superficie de almacenamiento de 834.000 m 2 y cuenta con capacidades de almacenamiento de carbón, piedra, arena, grava, yeso, chatarra, cemento, biocombustibles, sal, granito y tierra. [6]

Terminal de pasajeros: El puerto de Copenhague tiene una de las terminales de pasajeros más grandes de la cuenca del mar Báltico, que gestionó 1,6 millones de pasajeros en 2007. 